# أليخاندرو فلوريس
أليخاندرو فلوريس (بالإسبانية: Alejandro Flores Pinaud)‏ هو كاتب مسرحي وشاعر تشيلي، ولد في 9 فبراير 1896، وتوفي في 6 يناير 1962.